# Astaraçay
Astaraçay (pers. آستاراچای, Astaraczaj) – rzeka w Azerbejdżanie i w Iranie. Bierze początek w Górach Tałyskich, w rejonie Lenkoran. Uchodzi bezpośrednio do Morza Kaspijskiego.
Ma ok. 30 km długości. Zlewnia zajmuje powierzchnię 242 km². Odcinek rzeki stanowi fragment granicy irańsko-azerskiej.